# Kirk Acevedo
Kirk Acevedo (New York, 1971. november 27. –) amerikai színész.

## Fiatalkora
Bronxban született, élete nagy részét New York-ban élte le. Van egy fiútestvére, Richard. A LaGuardia középiskolába járt, ahol művészetet tanult. Később a New York-i Egyetemen folytatta tanulmányait, ahol többek közt felbukkant Edie Falco, Robert Clohessy és Seth Gilliam is. Itt ismerkedett meg Shea Whighammel, akivel megalapította a The Rorschach Group-ot, egy New York-i színházi vállalatot. Az 1990-es évek elejétől kezdve dolgozott a színpadon és képernyőn.

## Pályafutása
A Veszélyes küldetés és az Esküdt ellenségek epizódjaiban nyújtott alakításaiért elismerést kapott televíziós körökben, de a legtöbb dicséretet az Oz című HBO-drámasorozatban nyújtott alakításáért kapta. 1998-ban Az őrület határán című második világháborús drámában tűnt fel Vincent Tella közlegény szerepében, amelyért 1999-ben a legjobb színésznek járó ALMA-AwArddal jutalmazták. 
2000-ben több filmben is felbukkant, köztük a Brókerarcok című drámában. 2001-ben a HBO Az elit alakulat című minisorozatában szerepelt. 2005-ben Hector Salazart formálta meg az NBC Esküdt ellenségek: Az utolsó szó jogán című drámasorozatában. Ugyanebben az évben egy kisebb szerepben tért vissza Terrence Malick Az új világ című rendezésében. 2007-ben az NBC A Donnelly klán sorozatában öltötte magára Nicky Cottero szerepét. 2008-ban A rejtély című sci-fi sorozatban szerepelt, mint Charlie Francis.

## Magánélete
2005 óta Kiersten Warren házastársa, egy lányuk született, Scarlett James Acevedo.

## Filmográfia

### Film
| Év   | Magyar cím                    | Eredeti cím                    | Szerep                  | Magyar hang    |
| ---- | ----------------------------- | ------------------------------ | ----------------------- | -------------- |
| 1997 |                               | Kirk and Kerry (rövidfilm)     | Kirk                    |                |
| 1998 | Gena, a lebilincselő          | Arresting Gena                 | Caller                  | Hamvas Dániel  |
| 1998 | Az őrület határán             | The Thin Red Line              | Vincent Tella közlegény |                |
| 2000 | Brókerarcok                   | Boiler Room                    | bróker                  |                |
| 2000 |                               | In the Weeds                   | Kurt                    |                |
| 2000 |                               | The Visit                      | Prospective Parolee     |                |
| 2000 | Csali                         | Bait                           | Ramundo                 | Seder Gábor    |
| 2000 | Maffia az étteremben          | Dinner Rush                    | Duncan                  |                |
| 2005 | Az új világ                   | The New World                  | Sentry                  |                |
| 2006 |                               | 5up 2down                      | Santo                   |                |
| 2006 | Legyőzhetetlen                | Invincible                     | Tommy                   | Damu Roland    |
| 2011 | Végzetes ütközés              | Collision Earth                | Dr. James Preston       | Dolmány Attila |
| 2014 | A majmok bolygója: Forradalom | Dawn of the Planet of the Apes | Carver                  | Dévai Balázs   |
| 2018 | Insidious – Az utolsó kulcs   | Insidious: The Last Key        | Ted Garza               | Kálid Artúr    |

### Televízió
| Év        | Magyar cím                               | Eredeti cím                       | Szerep                         | Megjegyzések                                                       |
| --------- | ---------------------------------------- | --------------------------------- | ------------------------------ | ------------------------------------------------------------------ |
| 1994–1997 | Veszélyes küldetés                       | New York Undercover               | Joey Claudio / Ramon / Bernard | 3 epizód                                                           |
| 1996      | A Napsugár fiúk                          | The Sunshine Boys                 | spanyol fiú                    | tévéfilm                                                           |
| 1996      |                                          | Swift Justice                     | Mark                           | 1 epizód                                                           |
| 1996      | Esküdt ellenségek                        | Law & Order                       | Richie Morales                 | 1 epizód                                                           |
| 1997–2003 | Oz                                       | Oz                                | Miguel Alvarez                 | fő- és mellékszereplő (46 epizód)                                  |
| 1998      | A maffia tanúja                          | Witness to the Mob                | Nicholas Scibetta              | tévéfilm                                                           |
| 1999      | Sentinel – Az őrszem                     | The Sentinel                      | Ray Aldo                       | 1 epizód                                                           |
| 2001      | Harmadik műszak                          | Third Watch                       | Paulie Fuentes                 | 2 epizód                                                           |
| 2001      | Az elit alakulat                         | Band of Brothers                  | Joe Toye                       | - minisorozat (6 epizód) - magyar hangja: - Dolmány Attila         |
| 2003      |                                          | Fastlane                          | Nick McKussick                 | 1 epizód                                                           |
| 2004      | Fastlane – Halálos iramban               | Paradise                          | Manny Marquez                  | tévéfilm                                                           |
| 2004      | New York rendőrei                        | NYPD Blue                         | Scott Grafton                  | 1 epizód                                                           |
| 2005–2017 | Esküdt ellenségek: Különleges ügyosztály | Law & Order: Special Victims Unit | Eddie Garcia                   | 1 epizód (2013)                                                    |
| 2005–2017 | Esküdt ellenségek: Különleges ügyosztály | Law & Order: Special Victims Unit | Ray Lopez                      | 2 epizód (2017)                                                    |
| 2005–2017 | Esküdt ellenségek: Különleges ügyosztály | Law & Order: Special Victims Unit | Hector Salazar                 | 1 epizód (2005)                                                    |
| 2005–2006 | Esküdt ellenségek: Az utolsó szó jogán   | Law & Order: Trial by Jury        | Hector Salazar                 | főszereplő (13 epizód)                                             |
| 2006      | Gyilkos számok                           | Numbers                           | Gino McGinty                   | 1 epizód                                                           |
| 2006      | 24                                       | 24                                | George Avila                   | 1 epizód                                                           |
| 2007      | Döglött akták                            | Cold Case                         | Dylan Noakes                   | 1 epizód                                                           |
| 2007      | A Donnelly klán                          | The Black Donnellys               | Nicky Cottero                  | főszereplő (13 epizód)                                             |
| 2008–2011 | A rejtély                                | Fringe                            | Charlie Francis                | fő- és mellékszereplő (36 epizód)                                  |
| 2009      | A nagy svindli                           | White Collar                      | Ruiz                           | 1 epizód                                                           |
| 2011–2012 | New York-i nyomozók                      | Prime Suspect                     | Luisito Calderon nyomozó       | főszereplő (13 epizód)                                             |
| 2012      | A mentalista                             | The Mentalist                     | Christian Dos Santos           | 1 epizód                                                           |
| 2013      | CSI: A helyszínelők                      | CSI: Crime Scene Investigation    | James Boyd                     | 1 epizód                                                           |
| 2013      | CSI: New York-i helyszínelők             | CSI: New York                     | James Boyd                     | 1 epizód                                                           |
| 2013      | A célszemély                             | Person of Interest                | Timothy Sloan                  | 1 epizód                                                           |
| 2013      | The Walking Dead                         | The Walking Dead                  | Mitch Dolgen                   | 2 epizód                                                           |
| 2013–2014 | Zsaruvér                                 | Blue Bloods                       | Javi "Tic-Tac" Baez            | 2 epizód                                                           |
| 2014      | Grimm                                    | Grimm                             | Ron Hurd                       | 1 epizód                                                           |
| 2014      | Legends – Beépülve                       | Legends                           | Kyle Dobson                    | 2 epizód                                                           |
| 2015      | A S.H.I.E.L.D. ügynökei                  | Agents of S.H.I.E.L.D.            | Tomas Calderon ügynök          | 2 epizód magyar hangja Welker Gábor                                |
| 2015–2018 | 12 majom                                 | 12 Monkeys                        | Jose Ramse                     | fő- és mellékszereplő (31 epizód)                                  |
| 2017      |                                          | Kingdom                           | Dominick Ramos                 | - visszatérő szereplő - 3. évad (8 epizód)                         |
| 2017–2019 | A zöld íjász                             | Arrow                             | Ricardo Diaz / The Dragon      | - visszatérő szereplő (6. évad) - főszereplő (7. évad) - 25 epizód |
| 2022      | Az ajánlat                               | The Offer                         | Hale különleges ügynök         | minisorozat (1 epizód)                                             |
| 2023      | Star Trek: Picard                        | Star Trek: Picard                 | Krinn                          | 1 epizód                                                           |